# Unterbechingen
Unterbechingen ist ein Ortsteil der  Gemeinde Haunsheim im schwäbischen Landkreis Dillingen an der Donau.

## Geographie
Unterbechingen liegt am Rande des sogenannten Bachtals an einem Ostausläufer der Schwäbischen Alb. Nach Süden hin öffnet sich das Tal in die weite Donauniederung.
Das Dorf Unterbechingen gehört zur südlicher gelegenen Gemeinde Haunsheim und liegt circa sieben Kilometer nordwestlich von Lauingen.
Angrenzende Gemarkungen sind Haunsheim, Ober, Wittislingen und Sachsenhausen (Baden-Württemberg).

## Geschichte
Unterbechingen wird zum ersten Mal im Jahr 1143 als „Bachingen“ schriftlich erwähnt, was so viel bedeutet wie „zu den Leuten am Bach“, wie heute noch der Oberlauf der Zwerg oder des Zwergbachs, an dem das Dorf liegt, benannt wird. Der Ort selbst geht wohl auf eine alamannische Gründung zurück.
Unweit des Ortsteils sind Besiedelungs- und Gräberspuren aus keltischer Zeit zu finden, die von einer früheren Besiedelung der Gegend um Unterbechingen und Haunsheim zeugen. (→ Siehe: Haunsheims Frühgeschichte)
Unterbechingen als Muttersiedlung von Oberbechingen nimmt im Jahre 1441 erstmals und damit erst sehr spät den Namenszusatz „Unter-“ an. Bis dahin hieß es lediglich „Bechingen“. Der Ort war früher Sitz einer eigenen Herrschaft, als deren älteste Inhaber 1293/94 die sich nach dem Ortsnamen nennenden Herren von Bechingen bezeugt sind. Ihre Stammburg lag auf dem sich heute in der Gemarkung Oberbechingen befindlichen „Buschel“.
Die späteren Herrschaftsverhältnisse der Gemeinde sind nicht klar. Allem Anschein nach wurde die Herrschaft zerteilt, was jedoch nicht schriftlich belegt werden kann. Ein Teil, mit „Burg, Widemhof, zwei weiteren Höfen, drei Hufen, 19 Sölden und einem Gütlein“, kam 1364 von den Herren von Hirschstein und von Rammingen an die Fetzer und ging dann anschließend in bürgerlichen Besitz über. Er blieb nicht beisammen, sondern wurde weiter geteilt. So gelangte etwa der Zehnt, der Widemhof mit Sölde und Zehntstadel und der Kirchensatz von Gienger Bürgern vor 1452 an den Lauinger Stadtschreiber Heinrich von Richen und von ihm 1456 an das Lauinger Augustinerkloster, das diesen wichtigen Besitz bis zur Säkularisation von 1803 innehatte. Die restlichen Besitzungen dieses Teils gingen dann anscheinend im 15. Jahrhundert durch Kauf an das damalige Herzogtum Bayern über.
Im Besitz des anderen Teils, der außer Grundbesitz wesentliche Rechte der Dorfherrschaft umfasste, wie etwa die Ehaftrechte (Schmiede, Taferene, Eschaiamt, Hirtenstab), kam 1433 von der Witwe eines Herrn von Riedheim, einer geborenen von Rammingen, gleichfalls an Gienger Bürger („drei Höfe, 16 Sölden, ein Plätzlein“), und von diesen wohl um 1440 an die Herren von Rammingen, die in dieser Linie 1451 auch die benachbarte Herrschaft Dattenhausen (heute Ortsteil der Gemeinde Ziertheim) erwarben. Dattenhausen wurde dann der Sitz der Herrschaft Dattenhausen-Unterbechingen, die im Jahre 1500 an das Herzogtum Bayern kam („vier Höfe, 30 Sölden, Schenkstatt, Badstube, Hirtenstab, Mühle, Schmiedstatt“). Bayern hatte nunmehr zu Unterbechingen, in dem es infolge der Erwerbung der Grafstadt Dillingen (1261) seit dem Spätmittelalter die hohe Obrigkeit und damit die Landeshoheit ausübte, auch die bis dahin von der Herrschaft Unterbechingen ausgeübte niedrige Obrigkeit.
Zusammen mit dem Landesgericht Höchstädt, in dem die Herrschaft Dattenhausen-Unterbechingen seit dem Spätmittelalter lag, kam Unterbechingen im Jahre 1505 an das neu gebildete Fürstentum Pfalz-Neuburg, bei dem es in der Folgezeit blieb. 1506 bereits wurde Unterbechingen mit Dattenhausen an Augsburger Patrizier (Lauginger und Rehlinger) verpfändet, 1515 aber wiederum zurückgelöst und noch im gleichen Jahr an die Herren von Albersdorf verpfändet. 1518 wurden Dattenhausen und Unterbechingen erneut zurückgelöst. Unterbechingen unterstand nun dem pfalz-neuburgischen Vogtamt Dattenhausen (von einer kurzen Zeit in einer abermaligen Verpfändung an die Ritter von Bocksberg zwischen 1553 und 1578/86 abgesehen) bis zur Neuordnung der Gerichtsverhältnisse im Landgericht Höchstädt zu Beginn des 19. Jahrhunderts.
Am 1. Juli 1974 wurde die bis dahin selbständige Gemeinde Unterbechingen in die Nachbargemeinde Haunsheim eingegliedert.

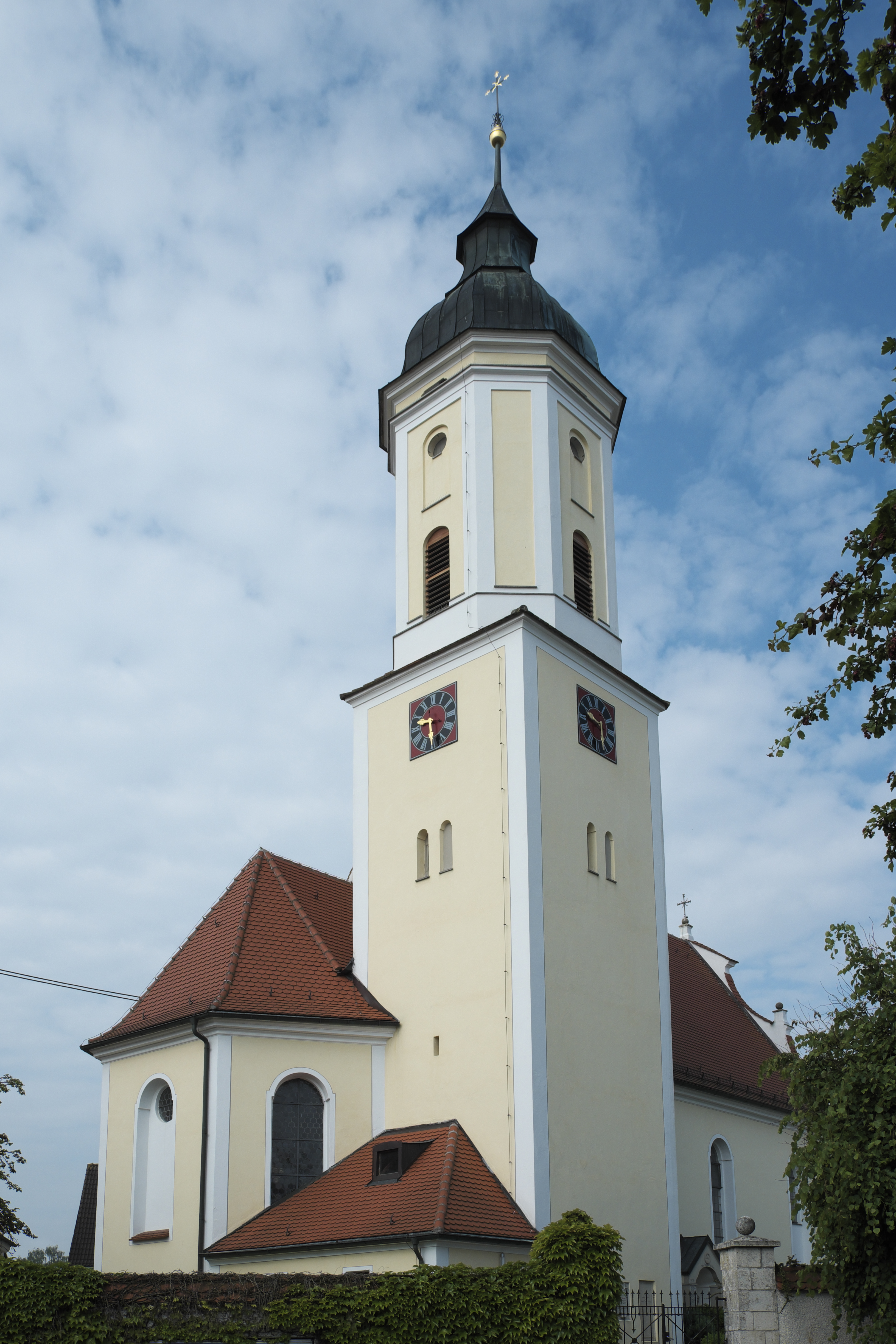
Kirche St. Georg

## Kultur und Sehenswürdigkeiten
Unterbechingen ist Sitz einer alten Pfarrei. Der Kirchensitz mit Widemhof und Zehnt war württembergisches Lehen und gehörte seit 1456 dem Lauinger Augustiner-Eremitenkloster. Die Pfarrkirche St. Georg wurde im Jahr 1747 erbaut und zuletzt in den Jahren 1985 (Volksaltar und weitere Änderungen im Zuge des Zweiten Vatikanischen Konzils) und 2007 (Erneuerung der Deckengemälde und des Wandanstrichs) renoviert.
Jährlich um den St. Georgs-Tag wird in Unterbechingen der Georgiritt mit sehenswertem Festzug aus Kutschen und Reitern zelebriert.
Gegenüber der St. Georgs-Kirche befindet sich das Pfarrhaus, in dem früher der ortsansässige Pfarrer gewohnt hat. Heute besteht es aus einem großen Pfarrsaal mit angebundener Küche, in dem überwiegend kirchliche Aktivitäten (z. B. Pfarrnachmittag, Adventsnachmittag etc.) stattfinden. Dieser Saal bietet aber auch Raum für Veranstaltungen und Treffen ortsansässiger Vereine wie der KLJB (katholischer Landjugendbewegung), der Yoga-Truppe oder der Frauengruppe.
Ansonsten beherbergt der Unterbechinger Pfarrhof auch den Gruppenraum der eben erwähnten KLJB Unterbechingen und ein Amtszimmer für die besuchenden Pfarrer bzw. den Bürgermeister, der hier einmal wöchentlich eine Amtsstunde abhält.
Siehe auch: Liste der Baudenkmäler in Unterbechingen

## Bodendenkmäler
Siehe: Liste der Bodendenkmäler in Haunsheim

## Vereinsleben
In Unterbechingen sind mehrere Vereine ansässig. Unter anderem:
- Fußballverein Unterbechingen (FCU)
- Katholischer Landjugendbund Unterbechingen (KLJB)
- Freiwillige Feuerwehr Unterbechingen
- Schützenverein Unterbechingen
- Frauengruppe
- Obst- und Gartenbauverein Unterbechingen
- VDK Unterbechingen